# Monogramma trichoidea
Monogramma trichoidea är en kantbräkenväxtart som först beskrevs av Fée, och fick sitt nu gällande namn av John Smith. Monogramma trichoidea ingår i släktet Monogramma och familjen Pteridaceae. Inga underarter finns listade.